# Josef Lhévinne
Josef Lhévinne, född 13 december 1874 i Orjol, död 2 december 1944, var en amerikansk pianist av rysk börd.
Lhévinne var elev till Vasilij Safonov och 1902–1906 lärare vid Moskvas konservatorium och senare vid Juilliard School of Music i New York.

## Fotnoter
1. 1 2  SNAC, SNAC Ark-ID: w61c1wp1, läs online, läst: 9 oktober 2017.[källa från Wikidata]
2. 1 2  International Music Score Library Project, IMSLP-ID: Category:Lhévinne,_Josef, läst: 9 oktober 2017.[källa från Wikidata]
3. 1 2  Encyclopædia Britannica, Encyclopædia Britannica Online-ID: biography/Josef-Lhevinnetopic/Britannica-Online, läst: 9 oktober 2017.[källa från Wikidata]
4. ↑  Gemeinsame Normdatei, läst: 17 december 2014.[källa från Wikidata]
5. ↑  Gemeinsame Normdatei, läst: 1 januari 2015.[källa från Wikidata]
6. ↑  Find a Grave, läs online.[källa från Wikidata]